# Nintendo Wars
Nintendo Wars, również Wars, jak i Famicom Wars – seria strategicznych gier turowych, stworzonych przez Intelligent Systems (oddział Nintendo, znany również z serii Fire Emblem), rozpoczęta przez Famicom Wars w roku 1988, wydana na japoński odpowiednik NES-a – Famicom. Część z nich nigdy oficjalnie nie opuściła Japonii, pierwszą grą z tej serii oficjalnie wydaną w USA było dopiero Advance Wars w 2001 roku. Część starszych tytułów jednak doczekała się nieoficjalnych, fanowskich tłumaczeń. Do tego część z nich trafiła do dystrybucji cyfrowej w e-shopie Nintendo.
Fabuła serii skupia się na walce dwóch sił – Red Star oraz Blue Moon. Wszystkie części skupiały się na dowodzeniu niewielką grupą jednostek wojskowych takich, jak piechota, czołgi czy lotnictwo, zajmowaniu terenów baz/miast, produkcji nowych jednostek i walce z grupami przeciwnikóww. Całą serię wyróżniała również cukierowa grafika w stylu anime, jednak Advance Wars: Days of Ruin odszedł od tej stylistyki. Podseria Battalion Wars, wydana na konsolach stacjonarnych, odeszła od turowego stylu rozgrywki z poprzednich części, wprowadzając do niej zręcznościową akcję.
W jej skład wchodzą następujące gry:
- Famicom Wars (1988) – Famicom
- Game Boy Wars (1991) – Game Boy
- Game Boy Wars Turbo (1997) – Game Boy (była to ulepszona wersja Game Boy Wars, z nowymi mapami[12])
- Super Famicom Wars (1998) – Super Famicom
- Game Boy Wars 2 (1998) – Game Boy/Game Boy Color
- Game Boy Wars 3 (2001) – Game Boy Color
- Advance Wars (2001) – Game Boy Advance
- Advance Wars 2: Black Hole Rising (2003) – Game Boy Advance
- Advance Wars: Dual Strike (2005) – Nintendo DS
- Battalion Wars (2005) – Nintendo GameCube
- Battalion Wars 2 (2007) – Wii
- Advance Wars: Days of Ruin (2008) – Nintendo DS
- Advance Wars 1+2: Re-Boot Camp (2023) -- Nintendo Switch